# Occupy

Handzeichen der Occupy-Bewegung

Occupy (engl., von lateinisch occupare ‚besetzen‘, ‚an sich reißen‘) bezeichnet eine weltweite, nicht einheitliche Protestbewegung ab 2011.

## Geschichte
Occupy entstand im Sommer 2011 als Occupy Wall Street und war eine Reaktion auf die „Bankenrettungen“ nach der Weltfinanzkrise 2007–2008, bei denen mit Staatsgeldern in wirtschaftliche Notlage geratene Finanzkonzerne vor der Zahlungsunfähigkeit gerettet wurden. 2011 führte Occupy in Spanien gemeinsame Demonstrationen mit der Plataforma Democracia Real YA! durch.

## Ableger der Bewegung
Zu den bekannteren Occupy-Gruppen zählen:
- Occupy Wall Street, mit Schwerpunkt in den Vereinigten Staaten
- Occupy Germany, in Deutschland, daraus ist Blockupy hervorgegangen[1]
- Occupy Nigeria, in Nigeria
- Occupy Gezi, in der Türkei, siehe Proteste in der Türkei 2013
- „Occupy Paradeplatz“ am Finanzplatz Zürich in der Schweiz[1]

## Weiteres
- Occupy, Schlagwort und Motto (auch in unabhängigen oder dezentral organisierten Veranstaltungen) im Umfeld der oder unter Bezug auf die Protestbewegung oder ihre Themen
- Asamblea (‚Versammlung‘), der mit der Occupy-Bewegung bekannt gewordene und auf die Proteste in Spanien 2011 zurückgehende Begriff für eine an den Grundsätzen der Basisdemokratie und konsensualen Entscheidungsfindung orientierte öffentliche Versammlung; siehe Asamblea (Occupy-Bewegung)